# Bischöfliches Kirchenmusikalisches Institut (Speyer)
Das Bischöfliche Kirchenmusikalische Institut (kurz BKI) ist eine Ausbildungsstätte für nebenberufliche Kirchenmusiker des Bistums Speyer. Es untersteht der Abteilung für Kirchenmusik des Bischöflichen Ordinariats Speyer.

## Geschichte
Erhard Quack, der damals Chorleiter an der Jakobuskirche in Schifferstadt war, begann 1935 mit kirchenmusikalischen Lehrgängen. 1941 entstand daraus das „Bischöfliche Kirchenmusikalische Institut des Bistums Speyer“. Quack leitete das Institut bis 1969. Der ursprüngliche Sitz des damaligen bischöflichen Amts für Kirchenmusik war in der „Oberen Langgasse in Speyer“. Mittlerweile hat die heutige Abteilung Kirchenmusik  BKI Räumlichkeiten im Haus der Kirchenmusik in der Hasenpfuhlstraße bezogen Heute ist Diözesankirchenmusikdirektor Martin Erhard Leiter der gesamten Einrichtung.

## Standorte
Die Hauptstelle befindet sich in der Hasenpfuhlstraße 33b in Speyer, außerdem existieren noch die Standorte Kaiserslautern und St. Ingbert. Die Standorte werden jeweils von festangestellten Kirchenmusikern geleitet. Die Hauptstelle Speyer leitet Bernd Greiner, die Zweigstelle Kaiserslautern Timo Uhrig und die Zweigstelle St. Ingbert Christian von Blohn. Die früheren Standorte Pirmasens und Landau in der Pfalz existieren  heute nicht mehr.
Einmal wöchentlich werden zu einem festen Termin die Fächer Musiktheorie, Gehörbildung, Stimmbildung, Liturgiegesang, Liturgik und Chorleitung im Klassenverband unterrichtet. Der Instrumentalunterricht wird nach Absprache mit dem jeweiligen Dozenten im Einzelunterricht und gegebenenfalls auch in der Heimatpfarrei erteilt. So besteht beispielsweise in Zweibrücken bei Herrn Gerhard Jentschke diese Möglichkeit.

## Angebotene Studiengänge
- Orgel-Grundkurs: die Ausbildung dauert bis zu drei Jahren und wird mit einem Zertifikat abgeschlossen.
- D-Teilbereichsprüfung für Orgel oder Chorleiter: Die Ausbildung dauert zwei Jahre.
- Gesamte D-Prüfung für Orgel und Chorleitung. Die Ausbildung dauert zwei Jahre und führt zum Abschluss D-Examen.
- C-Teilbereichprüfungen für Orgel oder Chorleitung: Die Ausbildung dauert drei Jahre und führt zum Abschluss C-Organist, bzw. C-Chorleiter
- Gesamte C-Prüfung für Orgel und Chorleitung: Diese Ausbildung dauert drei Jahre und führt zum Abschluss C-Examen

## Zulassungsanforderungen
Um eine Zulassung zum Studium der C- bzw. D-Studiengänge zu erhalten, ist das Ablegen einer Aufnahmeprüfung notwendig, bei der grundlegende Kompetenzen in den Bereichen Musiktheorie, Gehörbildung, Singen bzw. Vom-Blatt-Singen sowie Klavierspiel abgeprüft werden. Der Nachweis von bereits vorhandenen Kenntnissen im Bereich Orgelspiel ist jedoch nicht notwendig.  Für den Orgelgrundkurs ist keine Aufnahmeprüfung notwendig, grundlegende Klavierkenntnisse sind jedoch empfehlenswert.

## Bekannte Dozenten am BKI
- Christian von Blohn
- Horst Christill
- Torsten Laux
- Rainer Oster

## Bekannte ehemalige Dozenten des BKI
- Jörg Abbing
- Manfred Degen
- Gerhard Jentschke
- Stefan Weiler

## Leiter des BKI
- 1941–1969: Erhard Quack
- 1970–1980: Georg Pfeifer
- 1980–2010: Dietmar Mettlach
- 2010–2018: Markus Eichenlaub
- 2019–2023 Manfred Degen
- seit 2023 Martin Erhard